# Hedysarum scoparium
Hedysarum scoparium är en ärtväxtart som beskrevs av Fisch. och Carl Anton von Meyer. Hedysarum scoparium ingår i släktet buskväpplingar, och familjen ärtväxter. IUCN kategoriserar arten globalt som otillräckligt studerad. Inga underarter finns listade i Catalogue of Life.